# Tableau politique de la France de l'Ouest sous la Troisième République
Le Tableau politique de la France de l’Ouest sous la Troisième République est un ouvrage de sociologie politique et de sociologie électorale d'André Siegfried. Paru en 1913, il est considéré comme le livre fondateur de la sociologie électorale en France et dans le monde.

## Présentation générale
La science politique se développe en France, sous la Troisième République, sous l'impulsion de l'École libre des sciences politiques où André Siegfried enseigne. La multiplication d'études à visée scientifique sur les phénomènes politique conduit ce dernier à entreprendre une enquête sur les causes et les déterminants du vote.

## Résumé
L'auteur analyse l’influence des déterminants géographiques et sociaux sur le vote des habitants d’une quinzaine de départements de l’Ouest de la France durant les quarante premières années de la Troisième République. Il s'intéresse notamment aux déterminants que sont la structure de la propriété, le rapport à l'autorité et l'emprise des structures traditionnelles. 

Il compare ainsi différentes unités territoriales en postulant qu’il existe une corrélation entre les structures sociales qui s’ancrent dans la géographie locale et les comportements des électeurs. Suivant cette approche, il établit une relation directe entre la géographie de la Vendée et le vote de ses habitants. Il soutient que, à la division géologique du territoire (au nord du département, le bocage granitique, au sud la plaine calcaire), on peut superposer une division des comportements électoraux. La nature même du sol granitique favorise en effet la dispersion de l’habitat, la ruralité, la grande propriété foncière et le catholicisme. Les figures sociales du noble, du prêtre, voire du notable, y sont centrales. Tous ces facteurs, découlant indirectement de la nature du sol, peuvent contribuer à expliquer le vote à droite du nord de la Vendée. À l’inverse, le sol calcaire favorise un habitat plus resserré, l’urbanité, la petite propriété et la petite bourgeoisie, où le rôle de l’Église est moindre. Autant de données qui peuvent expliquer que le sud de la Vendée votait alors (durant les premières années de la Troisième République) à gauche, c’est-à-dire a contrario du nord du département. Cet ouvrage explique également la partition de la Vendée entre le sud républicain et le nord monarchiste pendant les guerres de Vendée des années 1793-1794. Siegfried reprend ainsi l'adage local selon lequel « le granit produit le curé, le calcaire l'instituteur ».

Carte géologique de l'ouest de la France.

## Réception
L'ouvrage est considéré comme un classique de la science politique et de la sociologie électorale naissante. Le livre est d'autant plus marquant qu'il fait partie des très rares ouvrages dans ces décennies, et dans les suivantes, à traiter de sociologie électorale.
L’œuvre est également appréciée en ce qu'elle fait connaître la France et s'inscrit dans un mouvement patriotique d'étude de la géographie française à la suite de la défaite de la France à Sedan. Ainsi, Jacques Ancel rend hommage au livre en écrivant que le « Tableau géographique de la France [...] a donné des titres rationnels à notre amour du sol natal, a fondé notre admiration sur la science et l'a étayée d'artistiques visions ».

## Critiques
L’analyse de Siegfried a souvent été réduite à la formule un peu lapidaire « le granite vote à droite, le calcaire vote à gauche », ce qui a valu à son œuvre d’être décriée comme simpliste par Raymond Aron : « on trouve l’hétérogénéité géographique quand on la cherche, on trouve les deux blocs quand on les organise ». 
Mais Siegfried lui-même reconnaissait qu’au-delà de la nature du sol et de la géologie, bien d’autres facteurs interviennent pour expliquer le vote des électeurs, notamment le rôle de l’Église et celui des relations sociales. Il écrivait ainsi qu’« en réalité, les rapports de la géologie et de la politique, réels cependant, ne peuvent être présentés que de façon indirecte ». 
Un demi-siècle plus tard, dans Paysans de l’Ouest, l’historien Paul Bois (qui se focalise essentiellement non plus sur la Vendée, mais sur la Sarthe) va ainsi étoffer l’analyse de Siegfried en partant « de cette idée suggérée par l’échec de Siegfried que l’étude du passé est indispensable à la compréhension du présent », et en s’intéressant davantage au poids des traditions locales héritées de la Révolution française. 
On[Qui ?] a également reproché à Siegfried son parti pris pour la stabilité (il s’intéresse surtout aux constantes, aux invariants, au détriment des évolutions qui peuvent apparaître) et une certaine psychologie des peuples qui décrit les tempéraments locaux à coups de grands traits très généraux (il écrit ainsi par exemple que « la race vendéenne est rebelle à toute influence qui n’est pas vendéenne »). 
Enfin, certains[Qui ?] ont fait remarquer que la dualité droite-gauche sur laquelle se fonde l’analyse de Siegfried ne décrit qu’imparfaitement la réalité politique de la fin du XIXe et du début du XXe siècles, en occultant les problématiques qui peuvent transcender cette opposition. Malgré tous ces reproches, l’ouvrage n’en demeure pas moins un des pionniers de la sociologie politique en France et dans le reste du monde.

## Éditions
- Tableau politique de la France de l’ouest sous la troisième république. 102 cartes et croquis, 1 carte hors texte, Paris, A. Colin, 1913 ; réimp. Bruxelles, Editions de l'Université de Bruxelles, 2010  (ISBN 978-2-8004-1473-7)
- Tableau politique de la France de l’ouest sous la troisième république. 102 cartes et croquis, 1 carte hors texte, Paris, A. Colin, 1913 ; réimp. Paris, Impr. nationale éditions, 1995  (ISBN 9782743300036)